# Maplewood (Minnesota)
Maplewood es una ciudad ubicada en el condado de Ramsey en el estado estadounidense de Minnesota. En el Censo de 2010 tenía una población de 38018 habitantes y una densidad poblacional de 816,22 personas por km².

## Geografía
Maplewood se encuentra ubicada en las coordenadas 45°1′9″N 93°1′52″O / 45.01917, -93.03111. Según la Oficina del Censo de los Estados Unidos, Maplewood tiene una superficie total de 46.58 km², de la cual 43.97 km² corresponden a tierra firme y (5.6%) 2.61 km² es agua.

## Demografía
Según el censo de 2010, había 38018 personas residiendo en Maplewood. La densidad de población era de 816,22 hab./km². De los 38018 habitantes, Maplewood estaba compuesto por el 75.54% blancos, el 8.21% eran afroamericanos, el 0.52% eran amerindios, el 10.42% eran asiáticos, el 0.06% eran isleños del Pacífico, el 2.36% eran de otras razas y el 2.89% pertenecían a dos o más razas. Del total de la población el 6.16% eran hispanos o latinos de cualquier raza.